# Суперзвезда (фильм, 2021)
«Суперзвезда» (фр. France — «Франция» или «Франс» — имя главной героини) — французский драматический фильм, снятый Брюно Дюмоном. В главных ролях: Леа Сейду, Бланш Гарден и Бенжамен Бьоле.
Мировая премьера фильма состоялась на Каннском кинофестивале 15 июля 2021 года. Он был выпущен во Франции 25 августа 2021 года компанией ARP Selection.

## Сюжет
Франс де Мер — суперзвезда французской журналистики. Она первая на передовой горячих точек и может нагрубить президенту Макрону на глазах всей страны. Франс получает авторское телешоу и опережает в рейтингах популярности поп-исполнителей. Но однажды в жизни молодой женщины что-то ломается. Она пытается скрыться от проблем в швейцарских горах, но теперь уже сама становится добычей себе подобных.

## В ролях
- Леа Сейду — Франс де Мер
- Бланш Гарден — Лу
- Бенжамен Бьоле — Фред де Мер
- Юлиана Кёлер — мадам Арпель
- Эммануэль Ариоли — Чарльз Кастро
- Джавад Земмар — Батист
- Марк Беттинелли — Лоло

## Производство
В мае 2019 года было анонсировано, что Леа Сейду, Бланш Гарден и Бенуа Мажимель присоединились к актёрскому составу фильма, а Брюно Дюмон выступит режиссёром по сценарию, который он сам написал. Съёмочный период начался в октябре 2019 года.
Первоначально фильм назывался Par un demi-clair matin (с фр. — «Полуясным утром»), по имени произведения Шарля Пеги Par ce demi-clair matin (с фр. — «Этим полуясным утром»). В июне 2020 года название фильма было изменено на France.